# Distretto di Yakawlang
Il distretto di Yakawlang è un distretto che si trova nella parte nordoccidentale della provincia di Bamiyan, in (Afghanistan). La popolazione, prevalentemente Hazara, conta circa 80.000 persone. La capitale è Yakawlang (2.714 m s.l.m.), che una volta aveva 60.000 abitanti, è stata completamente distrutta dai talebani nel 2001. Diversi massacri compiuti dai talebani sono stati denunciati da associazioni di tutela dei diritti umani.
Nei pressi della città vi è un aeroporto.